# حزمة (زراعة)

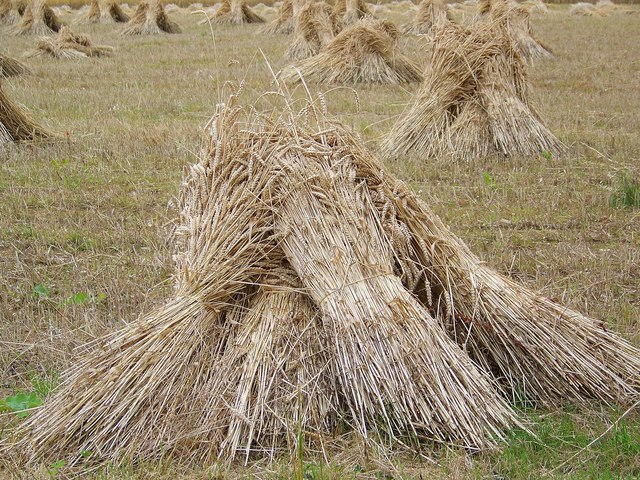
حزم قمح بالقرب من قرية كينجس سامبورن. وتُجمع الحزم معًا لتصبح كومة].

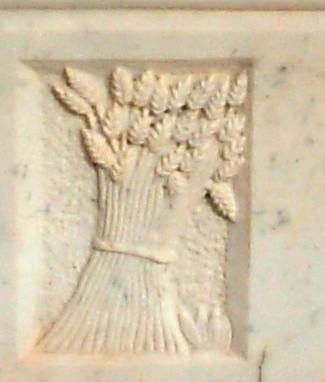
حزمة من الحبوب في لوحة

الحُزمة أو الرِّزمة أو الجُرزة أو العامَة أو الأبيلة أو الغُمر أو الغِبط (جمع: غُبوط) تعد واحدة من رزم كبيرة تَجمع محاصيل نباتات الحبوب فيها مثل القمح والشعير بعد حصدها، لذلك فهي تعمل على تسهيل عملية درس الحبوب. وتُرى في علم شعارات النبالة.

## انظرأيضًا
- بالة